# Fuchsia campii
Fuchsia campii är en dunörtsväxtart som beskrevs av Paul Edward Berry. Fuchsia campii ingår i släktet fuchsior, och familjen dunörtsväxter. Inga underarter finns listade i Catalogue of Life.

## Bildgalleri

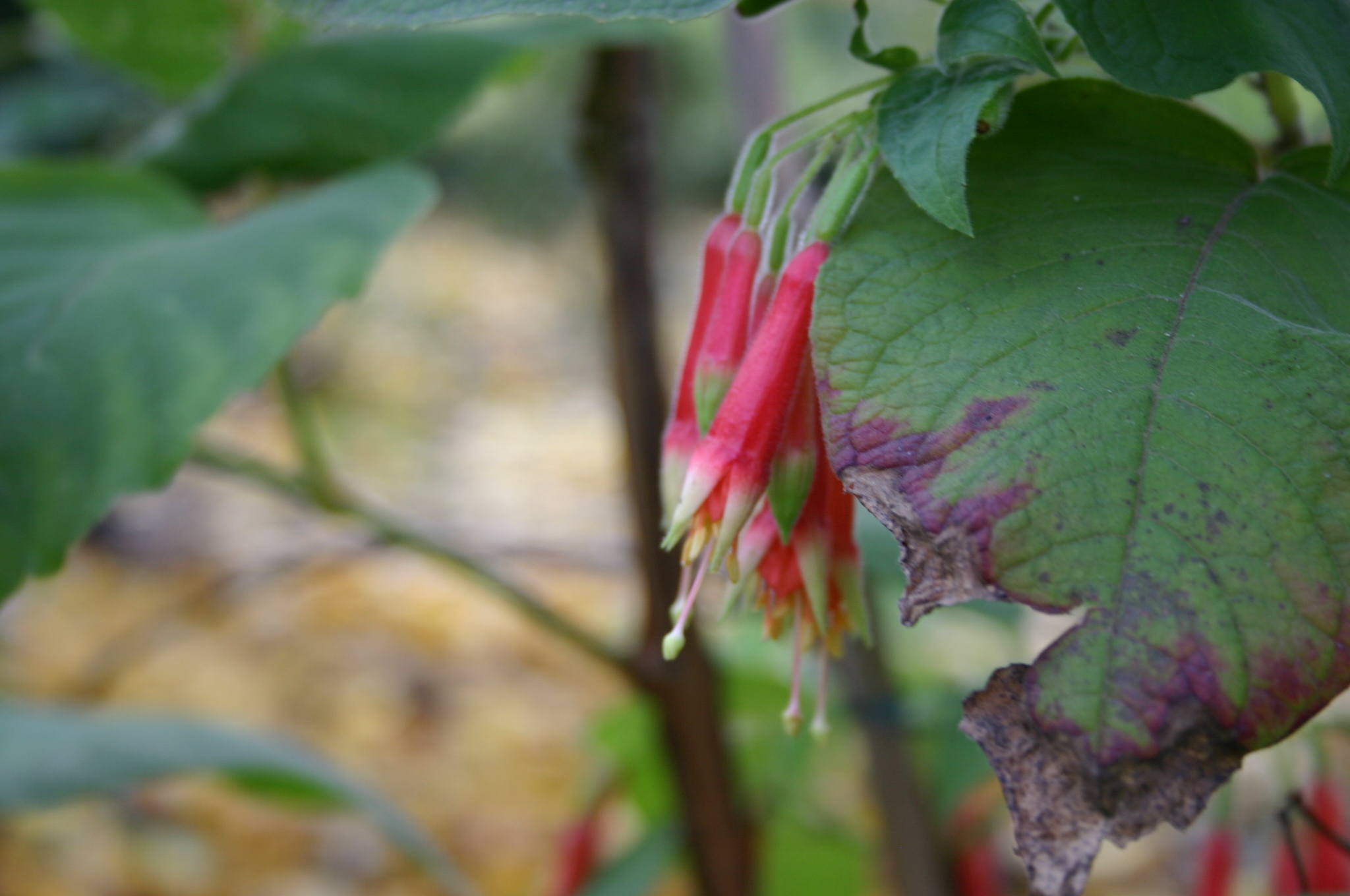